# MPEG-1
MPEG-1是MPEG组织制定的第一个视频和音频有损压缩标准，也是最早推出及应用在市场上的MPEG技术，其原来主要目标是在CD光盘上记录影像，后来被广泛应用在VCD光盘。视频压缩算法于1990年定义完成。1992年底，MPEG-1正式被批准成为国际标准。

## MPEG-1概述
MPEG-1是为CD光盘介质定制的视频和音频压缩格式。一张70分钟的CD光盘传输速率大约在1.4Mbps。而MPEG-1采用了块方式的运动补偿、离散余弦变换（DCT）、量化等技术，并为1.2Mbps传输速率进行了优化。MPEG-1随后被Video CD采用作为核心技术。VCD的解析度只有约352×240，并使用固定的比特率（1.15Mbps），因此在播放快速动作的视频时，由于数据量不足，令压缩时宏区块无法全面调整，结果使视频画面出现模糊的方块。因此MPEG-1的输出质量大约和传统录像机VCR相当，这也许是Video CD在发达国家未获成功的原因。MPEG-1音频分三代，其中最著名的第三代协议被称为MPEG-1 Layer 3，简称MP3，目前已经成为广泛流传的音频压缩技术。MPEG-1音频技术在每一代之间，在保留相同的输出质量之外，压缩率都比上一代高。第一代协议MP1被应用在LD作为记录数字音频以及飞利浦公司的DGC上；而第二代协议MP2后来被应用于欧洲版的DVD音频层之一。
MPEG-1具有以下特点：
- 随机访问
- 灵活的帧率
- 可变的图像尺寸
- 定义了I-帧、P-帧和B-帧
- 运动补偿可跨越多个帧
- 半像素精度的运动向量
- 量化矩阵
- GOP结构
- slice结构

## 技术细节

### 输入视频格式
MPEG-1规定了以下几个参数限制：
- 最大像素数／行：768
- 最大行数／影格：576
- 最大影格／秒：30
- 最大宏块／影格：396
- 最大宏块／秒：9900
- 最大位元率：1 856 000bps
- 最大解码缓冲区尺寸：327680bit。

### 数据结构和压缩模式
MPEG-1可以按照分层的概念来理解，一个MPEG-1视频序列，包含多个GOP，每个GOP包含多个帧，每个帧包含多个slice。
影格是MPEG-1的一个重要基本元素，一个影格就是一个完整的显示图像。影格的种类有四种：
- I-圖像／影格（節點編碼圖像，intra coded picture）參考圖像，相當於一個固定影像，且獨立於其它的圖像類型。每個圖像群組由此類型的圖像開始。编码时独立编码，仅适用帧内编码技术，因而解码时不参考其他帧，类似JPEG编码。
- P-圖像／影格（預測編碼圖像，predictive coded picture）包含來自先前的I或P-畫格的差異資訊。编码时使用运动补偿和运动估计，採用前向估计，参考之前的I-帧或者P-帧去預測該P格。
- B-圖像／影格（前後預測編碼圖像，bidirectionally predictive coded pictures）包含來自先前和／或之後的I或P-畫格的差異資訊。编码也使用运动补偿和运动估计，預估採用前向估计、后向估计或是双向估计，主要参考前面的或者后面的I格或者P格。
- D-圖像／影格（指示編碼圖像，DC direct coded picture）用於快速進帶。仅由DC直流分量构造的图像，可在低比特率的时候做浏览用。实际编码中很少使用。

### 音频编码
Reference: ISO/IEC JTC1/SC29/WG11 （页面存档备份，存于） (June 1996)